# Max-Planck-Förderstiftung
Die gemeinnützige Max-Planck-Förderstiftung (MPF) ist eine rechtsfähige Stiftung des bürgerlichen Rechts mit Sitz in München. Sie stellt Mittel für „exzellente, innovative und zukunftsweisende Projekte und Forschungsvorhaben“ der Max-Planck-Gesellschaft zur Förderung der Wissenschaften e.V. zur Verfügung. Sie wird getragen von einer bundesweiten Initiative privater Förderer.

## Geschichte
Die Initiatoren sind Stefan von Holtzbrinck, Vorsitzender der Geschäftsführung der Verlagsgruppe Georg von Holtzbrinck und Reinhard Pöllath, Rechtsanwalt (POELLATH) und Aufsichtsrat in großen Unternehmen. Die Max-Planck-Förderstiftung wurde am 23. Juni 2006 als Stiftung von der Stiftungsaufsicht der Regierung von Oberbayern anerkannt. Treuhandstiftungen innerhalb der MPF sind die Hermann-Neuhaus-Stiftung, die Dr. Helmut Storz-Stiftung, die Werner-Heisenberg-Stiftung, die Hanrieder Foundation for Excellence, die Familienstiftung Gasz, die Dr. Gerhard und Irmgard Gross-Stiftung, die QuantumLeaks-Stiftung sowie die Max-Planck-Stiftung für Humanentwicklung.

## Organe
Stiftungsrat
- Stefan von Holtzbrinck (Vorsitzender), Verlagsgruppe Georg von Holtzbrinck
- Klaus Berner
- Ulman Lindenberger, Direktor des Max-Planck-Instituts für Bildungsforschung
- Gitta Neufang
- Reinhard Pöllath
- Wulf von Schimmelmann
- Heidemarie Baumann
- Patrick Cramer,  Präsident der Max-Planck-Gesellschaft

Der Vorstand setzt sich zusammen aus Simone Schwanitz, Generalsekretärin der Max-Planck-Gesellschaft, Andrea von Drygalski, Horst Goss, Christoph Philipp und Dietmar Scheiter.

## Ziele
Die Stiftung unterstützt ausgewählte Projekte und Initiativen der Max-Planck-Gesellschaft im Bereich der Wissenschaft und Forschung und hat folgende Ziele:
Förderung der Grundlagenforschung
Die Förderstiftung stellt Mittel in den Bereichen der Grundlagenforschung zur Verfügung, in denen der Staat angesichts knapper Haushalte diese nicht mehr finanzieren kann.
Erhaltung der Forschungsfreiheit
Die Forschungsfreiheit und Autonomie der Wissenschaftler muss gewährleistet sein und darf nicht auf schnelle wirtschaftliche Erfolge bei der Grundlagenforschung ausgerichtet sein. Finanzielle Mittel der Max-Planck-Förderstiftung helfen, dieses Prinzip einzuhalten und zu verteidigen.
Spitzenforschung im internationalen Wettbewerb
Viele nationale und internationale Forschungseinrichtungen konkurrieren um die besten Köpfe. Die Stiftung unterstützt die Max-Planck-Gesellschaft darin, den Wissenschaftsstandort Deutschland zu sichern und im internationalen Wettbewerb um wissenschaftliche Spitzenkräfte, Forschung und Projekte zu bestehen. Dies soll gewährleistet werden durch
- attraktive Angebote zur Gewinnung herausragender Wissenschaftler aus aller Welt
- Finanzierung von Spitzenforschung und -forscher, wenn diese nicht mehr die Voraussetzungen für staatliche Förderung erfüllen (z. B. Emeritierung)
- Sicherung optimaler Arbeitsbedingungen für Spitzenforschung und -forscher
- Ausbildung hervorragender Nachwuchswissenschaftler
- Förderung von wissenschaftlichen Eliten
- Förderung von Projekten, die die Lücke zwischen Grundlagen- und angewandter Forschung schließen oder an der Schwelle dieser Bereiche stehen
- Projektförderung in Innovativbereichen, zum Beispiel in der Krebs- und Altersforschung oder in der Energiegewinnung.

## Projekte
(Hierbei handelt es sich um eine nicht abschließende Aufzählung von verschiedenen Projekten zugunsten der mittlerweile 84 Max-Planck-Institute und Forschungseinrichtungen der Max-Planck-Gesellschaft. Fünf dieser Institute und eine Außenstelle befinden sich im Ausland.)
- Nobelpreisträger Theodor Hänsch erhielt nach seiner Emeritierung attraktive Angebote aus den USA. Mit privaten Mitteln gelang es, Hänsch bis zum Jahr 2011 am Max-Planck-Institut für Quantenoptik in Garching zu halten.[2]
- Ausgewählten ausländischen Studenten mit Bachelorabschluss wird ein Promotionsprogramm angeboten (pro Jahrgang ca. 70 Studierende).
- Die Förderstiftung unterstützt zwei Forschungsprojekte an Max-Planck-Instituten, die unter staatlicher Förderung nicht zustande gekommen wären: ein Projekt in der Krebsforschung am Max-Planck-Institut für Biochemie, ein anderes zur personalisierten, maßgeschneiderten Therapie in der Depressionsforschung am Max-Planck-Institut für Psychiatrie.

## Förderer
Die Förderstiftung wird u. a. unterstützt durch Martin Brost, Klaus Neugebauer,  POELLATH, Helmut Storz und Hermann Neuhaus.